# Horský hotel Radegast
Horský hotel Radegast – hotel górski (schronisko turystyczne) położony w Beskidzie Morawsko-Śląskim w Czechach. Budynek znajduje się na wysokości 1121 m n.p.m. na południowy wschód od szczytu Radhošťa (1129 m n.p.m.), w granicach administracyjnych Dolní Bečvy.

## Historia i warunki
Drewniany budynek hotelu powstał w latach 1933-1935. Obecnie oferuje 55 miejsc noclegowych w pokojach 2 i 3 osobowych (klasa A) oraz 4 i więcej osobowych (klasa B). Wszystkie pokoje posiadają węzeł sanitarny. W budynku funkcjonuje restauracja mogąca pomieści 50 osób.

## Szlaki turystyczne
- przełęcz Pindula (DK 58) – Velká Polana (981 m n.p.m.) – Radhošť (1129 m n.p.m.) – Horský hotel Radegast – Radegast (1105 m n.p.m.) – Pustevny (1109 m n.p.m.) – Trojanovice Ráztoka